# مستنقع خرمالو
مستنقع خرمالو هو مستنقع يقع على مسافة 42 كم جنوب غرب مدينة أهر بإيران، وهو مستنقع دائم، تستخدم مياهه لري الأراضي الزراعية، كما أنه بيئة مناسبة للطيور المهاجرة في فصل الشتاء.